# Harbutowice (Sułkowice)
Harbutowice ist eine Ortschaft mit einem Schulzenamt der Gmina Sułkowice im Powiat Myślenicki der Woiwodschaft Kleinpolen in Polen.

## Geographie
Der Ort liegt an der Grenze zwischen dem Pogórze Wielickie im Norden und den Beskid Makowski im Süden, am Fluss Harbutówka im Zuflussgebiet der Skawinka.
Die Nachbarorte sind Sułkowice im Norden, Jasienica im Osten, Trzebunia im Südosten, Bieńkówka im Süden, Palcza im Westen.

## Geschichte
Der Ort wurde etwa im 14. Jahrhundert aus dem Polnischen ins Deutsche Recht übertragen und wurde unter anderem als Erbordi Villa (1327), Herbordi Villa (1346), Cherborthi Villa (1350), Harbotouicz (1396), Herbortowicze (1419), Harborthouicze (1443), Harbolthouicze (1446), Herbulthowicze (1464), Harbulthouicze (1542) erwähnt. Im Jahr 1410 gehörte es mit 15 anderen Dörfern zur Starostei mit dem Sitz in der Burg Lanckorona, Der Name ist patronymisch abgeleitet vom Personennamen Herbert (≤ deutsch Herbord) mit dem typischen westslawischen Suffix -(ow)ice.
Zumindest ab dem späten 16. Jahrhundert bis etwa 1740 war das Dorf Sitz einer römisch-katholischen Pfarrei (wiedererrichtet im Jahre 1922).
Am 23. Mai 1772 ereignete sich bei dem Dorf eine Schlacht der Konföderation von Bar (Schlacht bei Lanckorona). Bei der Ersten Teilung Polens kam Harbutowice 1772 zum neuen Königreich Galizien und Lodomerien des habsburgischen Kaiserreichs hinzu (ab 1804). Ab 1782 gehörte es dem Myslenicer Kreis (1819 mit dem Sitz in Wadowice). Nach der Aufhebung der Patrimonialherrschaften bildete es nach 1850 eine Gemeinde im Bezirk Wadowice.
Nach dem Ende des Ersten Weltkriegs und dem Zusammenbruch der k.u.k. Monarchie wurde Harbutowice Teil Polens. Unterbrochen wurde diese Zuordnung nur durch die Besetzung Polens durch die Wehrmacht im Zweiten Weltkrieg. Währenddessen war der Ort dem Generalgouvernement unterstellt.
Von 1975 bis 1998 gehörte Harbutowice zur Woiwodschaft Krakau.

## Sehenswürdigkeiten
- Raciborski-Eiben
- Kirche, erbaut 1828

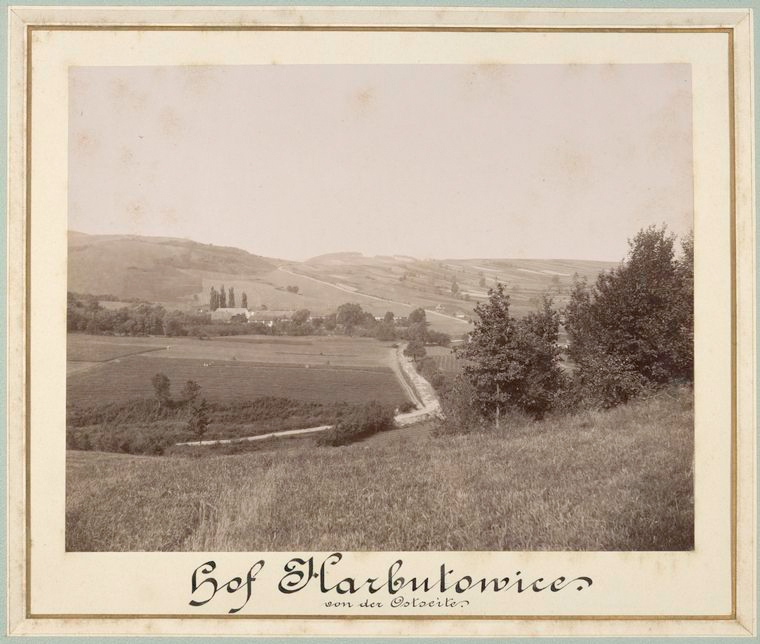
Harbutowice im Jahre 1897
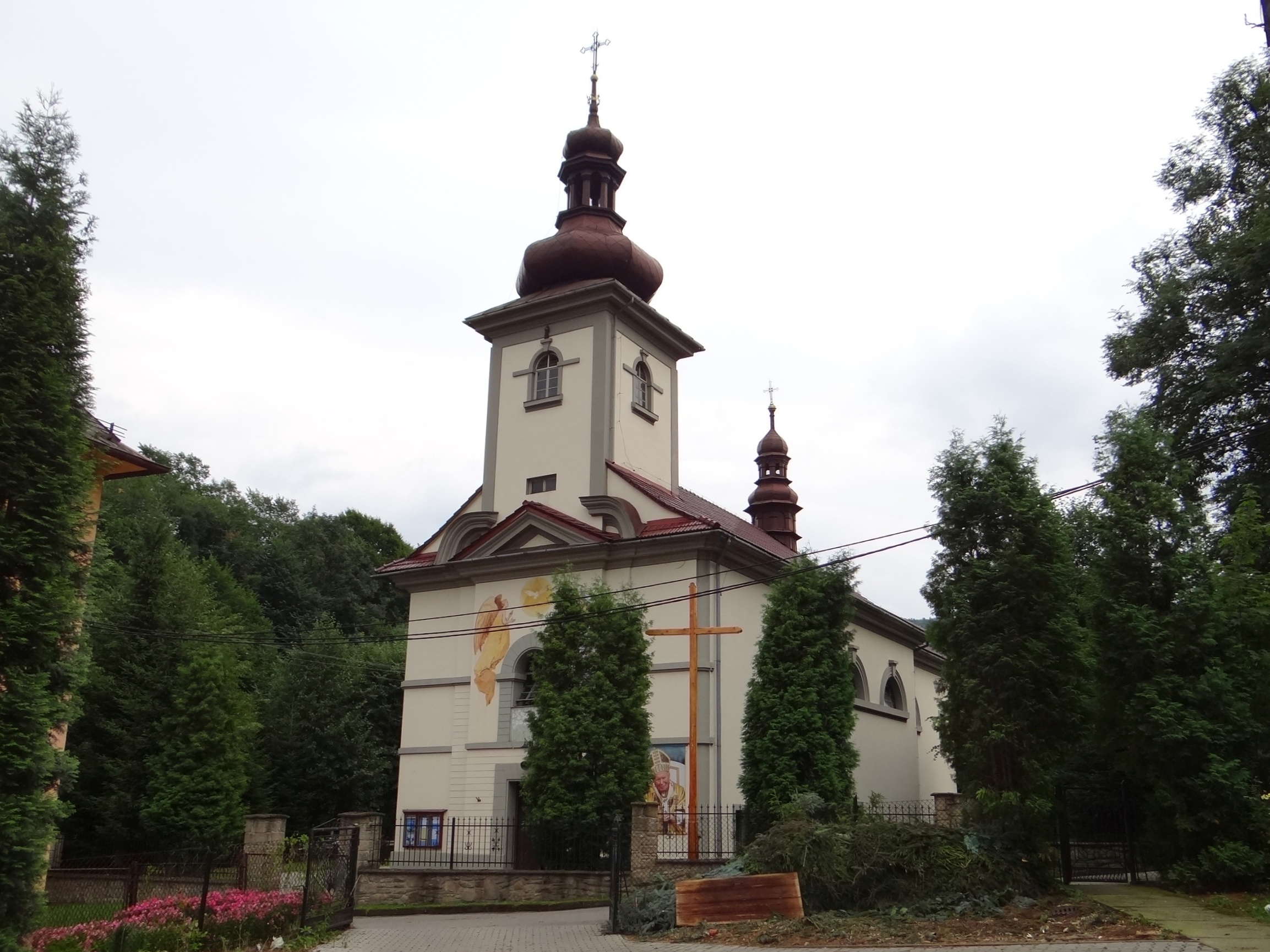
Kirche